# Luisão
Ânderson Luís da Silva, conosciuto semplicemente come Luisão (Amparo, 13 febbraio 1981), è un dirigente sportivo ed ex calciatore brasiliano, con passaporto portoghese, di ruolo difensore, direttore tecnico del Benfica.
Dopo aver esordito nella Juventus-SP, militò per tre anni nel Cruzeiro. Nel 2003 fu prelevato dal Benfica, di cui vestì la maglia per 15 stagioni, totalizzando 538 presenze in gare ufficiali, risultando il secondo calciatore più presente nella storia del club dopo Nené e a pari merito con António Veloso. Detiene il record di partite disputate nelle coppe internazionali (127), trofei vinti (20) e maggior numero di presenze da capitano (414) con il club portoghese.
Vanta 44 presenze e 3 gol con la nazionale brasiliana, che ha rappresentato in due mondiali e tre Coppe America.

## Biografia
È il fratello maggiore di Alex Silva, anch'egli ex calciatore.

## Caratteristiche tecniche
Roccioso difensore centrale, era in possesso di carisma e doti da leader, che gli consentivano di guidare con autorevolezza il reparto arretrato. Oltre allo stacco aereo, dote che lo rendeva pericoloso su palla inattiva, si segnalava per forza fisica, senso della posizione e tempismo negli interventi.

## Carriera

### Club
Nativo di Amparo, Luisão militò all'inizio della carriera nella Juventus-SP, nella cui prima squadra esordì nel 1999. Dal 2000 al 2003 vestì la maglia del Cruzeiro.
Nell'estate del 2003 si trasferì nella massima divisione portoghese, al Benfica, per 890.000 sterline. Con il club di Lisbona fu necessario un periodo di adattamento al calcio europeo, superato il quale il giocatore riuscì a mettere in mostra le proprie capacità, diventando uno dei più importanti elementi della squadra. Il debutto con la compagine lusitana fu, tuttavia, bagnato anche dal gol, nella partita di campionato pareggiata per 3-3 contro il Belenenses del 14 settembre 2003. Nella stagione 2003-2004 vinse la Coppa di Portogallo, giocando anche la finale vinta per 2-1 contro il Porto.
Nel campionato 2004-2005, sotto la guida del tecnico italiano Giovanni Trapattoni, Luisão fu titolare inamovibile della difesa insieme a Ricardo Rocha, contribuendo alla vittoria del titolo, il primo per il Benfica dopo 11 anni, con 29 presenze. Il 24 aprile 2005, nella partita vinta per 2-1 in trasferta contro l'Estoril Praia, segnò il suo primo gol stagionale, quello del pareggio. Il 14 maggio 2005 segnò di testa il gol della vittoria contro lo Sporting Lisbona (1-0), marcatura che escluse lo Sporting dalla corsa al titolo.
La stagione seguente fu avara di trofei, ma Luisão e compagni raggiunsero i quarti di finale di Champions League. Il difensore giocò tutte le partite della competizione senza essere mai sostituito e il 21 febbraio 2006 realizzò anche il gol della vittoria casalinga (1-0) contro il Liverpool campione d'Europa in carica, che aveva perso solo una delle precedenti 13 partite europee e solo 5 delle ultime 41 trasferte. Fu titolare anche nella partita di ritorno, vinta per 2-0 ad Anfield.
Nel 2006-2007 fu nominato capitano in alcune partite, a causa degli infortuni di Nuno Gomes e Petit, ma il club terminò ancora una volta la stagione senza trofei.
Nel 2007-2008 si rese protagonista di un litigio in campo con il compagno di squadra Kōstas Katsouranīs, nel gennaio 2008, durante la sfida di campionato contro il Vitória Setúbal. La lite fu causata da un passaggio sbagliato di Katsouranis che costrinse il brasiliano ad intervenire fallosamente su un avversario e a subire un'ammonizione. I due vennero quasi alle mani, ma i compagni di squadra li separarono. La società decise di sospendere i due calciatori, che in seguito presentarono delle scuse reciproche. L'annata di Luisão fu anche caratterizzata da alcuni infortuni e da voci insistenti di una partenza.
Il 18 settembre 2008 iniziò la nuova stagione segnando allo Stadio San Paolo di Napoli il secondo gol della sua squadra nel primo turno di Coppa UEFA contro il Napoli, vittorioso per 3-2.
Nel 2009-2010 il difensore visse la migliore stagione sul piano personale, giocando 45 partite ufficiali (per un totale di 4050 minuti) e segnando 6 gol. Il Benfica vinse campionato e Coppa di Lega e raggiunse i quarti di finale di Europa League.

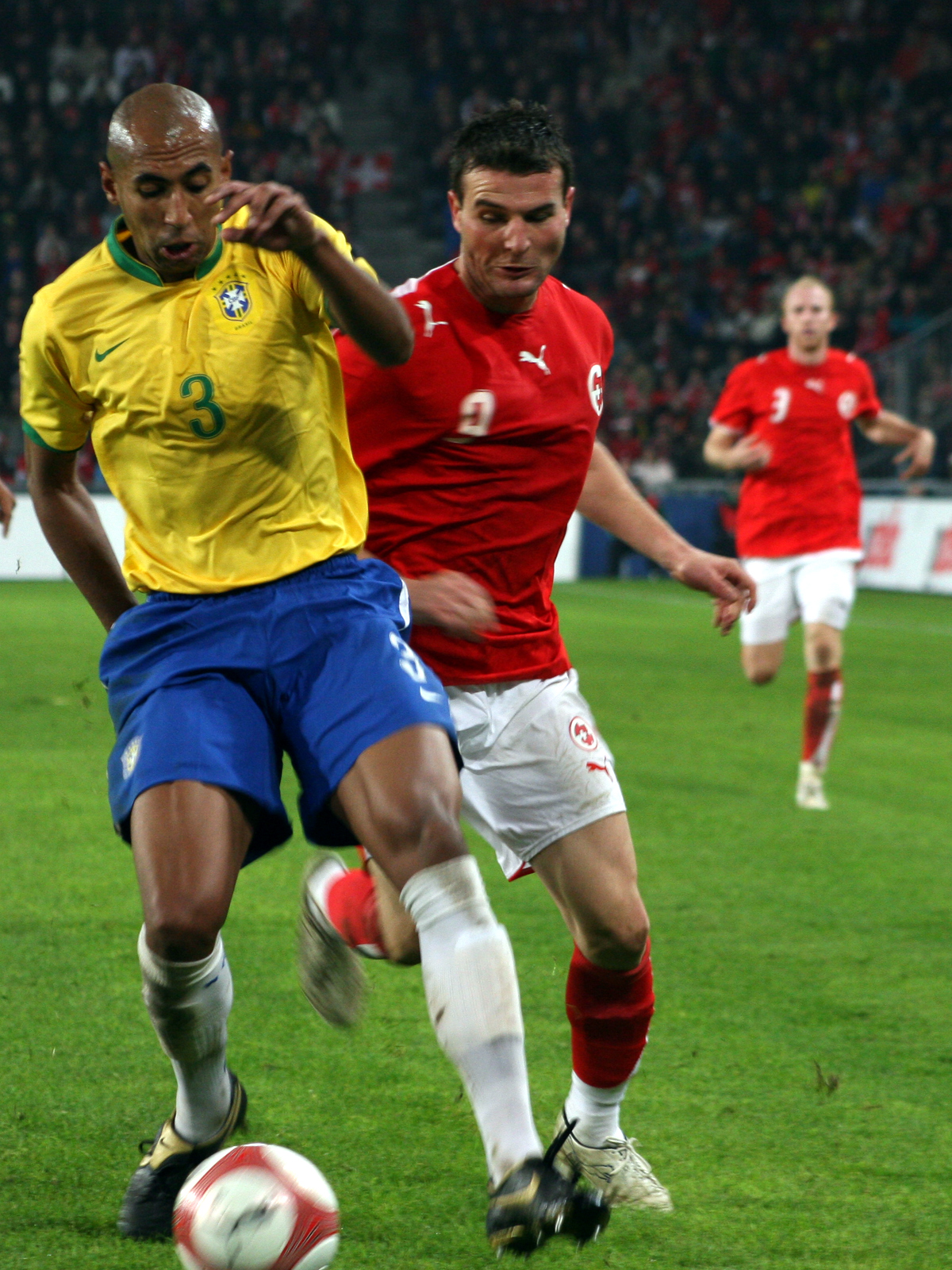
Luisão in azione contro l'attaccante Alexander Frei nell'amichevole Svizzera-Brasile (1-2) nel 2006

Iniziata la stagione 2009-2010 il 28 agosto 2010 con un gol di testa in casa contro il Vitória Setúbal, nella sfida vinta per 3-0 dal Benfica malgrado l'inferiorità numerica, Luisão aprì le marcature all'Estádio da Luz il 14 settembre contro l'Hapoel Tel Aviv (2-0) nella fase a gironi della Champions League.
L'11 agosto 2012, nei minuti finali del primo tempo nell'incontro amichevole tra il Fortuna Düsseldorf,e il Benfica dopo che un compagno di squadra ha preso la seconda ammonizione spinge con violenza l'arbitro, che cade a terra e perde coscienza per alcuni secondi, la partita verrà sospesa. Luisão fu squalificato per due mesi dalla federazione calcistica del Portogallo, che lo multò di 2550 euro. Il 18 settembre la FIFA annunciò l'estensione della squalifica del brasiliano per le prime quattro partite della squadra di Lisbona in UEFA Champions League.
Il 13 marzo 2014, alla sua 117ª presenza nelle coppe europee, segnò due dei tre gol con cui il Benfica batté per 3-1 il Tottenham a White Hart Lane nell'andata dei sedicesimi di finale di Europa League.
Nel 2014-2015 Luisão raggiunse Eusébio a quota 440 partite ufficiali con la maglia del Benfica, in occasione della partita di campionato del 18 gennaio 2015, vinta per 4-0 sul campo del Marítimo. Il 21 febbraio seguente segnò un gol nella vittoria sul campo del Moreirense (1-3); sette giorni più tardi raggiunse António Simões a quota 447 presenze con il Benfica, settimo posto di tutti i tempi. Il 26 aprile, con 229 partite da capitano, superò il precedente record appartenente a Mário Coluna.
Vincendo la Supercoppa del Portogallo 2017 è divenuto il calciatore più titolato della storia del Benfica, con 20 trofei vinti con la maglia del club di Lisbona.
Il 25 settembre 2018, all'Estádio da Luz, Luisão, 37enne, ha annunciato il proprio ritiro dall'attività agonistica; complessivamente con il Benfica in 15 anni ha messo insieme 525 presenze con 45 gol e ha vinto 18 trofei.

### Nazionale
Nel 2001 viene chiamato per la prima volta in Nazionale dal commissario tecnico Carlos Alberto Parreira, inserito nella rosa dei 22 convocati per la Copa América 2001. Il successivo 24 luglio esordisce in verdeoro scendendo in campo da titolare nel quarto di finale contro l'Honduras, partita che sancisce l'eliminazione del Brasile dal torneo. Nel 2003 ha partecipato alla Gold Cup, disputando quattro partite, compresa la finale persa contro il Messico. L'anno successivo è convocato per la Copa América 2004; nel torneo è sempre titolare e nella finale vinta contro l'Argentina mette a segno un gol di testa - il primo per lui in Nazionale - su punizione di Roberto Carlos. L'anno seguente è nei 23 calciatori che partecipano alla Confederations Cup 2005, laureandosi campione pur senza scendere in campo nella manifestazione. Viene convocato per il Mondiale 2006 in Germania, sebbene anche questa volta non scende mai in campo. L'avventura della Seleção in questo torneo termina con la sconfitta ai quarti di finale contro la Francia.
Con l'arrivo del nuovo C.T. Dunga, Luisão viene confermato nel giro verdeoro ed inizia ad essere schierato con più continuità. Complice l'infortunio di Juan, viene promosso a titolare durante la Confederations Cup 2009, vinta dal Brasile in finale contro gli Stati Uniti. Il 6 settembre 2009, inoltre, realizza il gol del vantaggio in Argentina-Brasile (1-3), partita che sancisce la qualificazione dei verdeoro al Mondiale 2010. È nei 23 calciatori che partecipano sia alla manifestazione mondiale che alla Coppa America 2011, ma nel corso dei due tornei non scende mai in campo. Dopo altre convocazioni, il nuovo C.T. Luiz Felipe Scolari lo esclude dal giro della nazionale. Il difensore chiude così la sua carriera in verde-oro con un bilancio di 44 presenze e 3 gol.

## Statistiche

### Presenze e reti nei club
Statistiche aggiornate al termine della carriera da calciatore.
| Stagione        | Squadra         | Campionato      | Campionato | Campionato | Coppe nazionali | Coppe nazionali | Coppe nazionali | Coppe continentali | Coppe continentali | Coppe continentali | Altre coppe | Altre coppe | Altre coppe | Totale | Totale |
| Stagione        | Squadra         | Comp            | Pres       | Reti       | Comp            | Pres            | Reti            | Comp               | Pres               | Reti               | Comp        | Pres        | Reti        | Pres   | Reti   |
| --------------- | --------------- | --------------- | ---------- | ---------- | --------------- | --------------- | --------------- | ------------------ | ------------------ | ------------------ | ----------- | ----------- | ----------- | ------ | ------ |
| 1999            | CA Juventus     | A2/SP           | 18         | 1          | CB              | 0               | 0               | -                  | -                  | -                  | -           | -           | -           | 18     | 1      |
| 2000            | Cruzeiro        | M1/MG+CJH       | 0+3        | 0+0        | CB              | 0               | 0               | CM                 | 1                  | 0                  | CC          | 2           | 0           | 6      | 0      |
| 2001            | Cruzeiro        | M1/MG+A         | 12+20      | 0+1        | CB              | 0               | 0               | CL+CM              | 10+4               | 2+0                | cSM+CC      | 9+1         | 0+0         | 56     | 3      |
| 2002            | Cruzeiro        | SM+A            | 4+24       | 0+6        | CB              | 5               | 0               | -                  | -                  | -                  | cSM+CC      | 17+7        | 3+0         | 57     | 9      |
| 2003            | Cruzeiro        | M1/MG+A         | 11+15      | 1+0        | CB              | 5               | 1               | -                  | -                  | -                  | -           | -           | -           | 31     | 2      |
| Totale Cruzeiro | Totale Cruzeiro | Totale Cruzeiro | 27+62      | 1+7        |                 | 10              | 1               |                    | 15                 | 2                  |             | 36          | 3           | 150    | 14     |
| 2003-2004       | Benfica         | PL              | 15         | 3          | CP              | 3               | 1               | UCL+CU             | 0+4                | 0                  | -           | -           | -           | 22     | 4      |
| 2004-2005       | Benfica         | PL              | 29         | 2          | CP              | 2               | 0               | UCL+CU             | 1+8                | 0                  | SP          | 1           | 0           | 41     | 2      |
| 2005-2006       | Benfica         | PL              | 31         | 1          | CP              | 3               | 0               | UCL                | 10                 | 1                  | SP          | 1           | 0           | 45     | 2      |
| 2006-2007       | Benfica         | PL              | 17         | 2          | CP              | 2               | 0               | UCL+CU             | 7+3                | 0                  | -           | -           | -           | 29     | 2      |
| 2007-2008       | Benfica         | PL              | 19         | 3          | CP+CdL          | 4+3             | 1+0             | UCL+CU             | 6+3                | 0                  | -           | -           | -           | 35     | 4      |
| 2008-2009       | Benfica         | PL              | 21         | 2          | CP+CdL          | 3+5             | 1+0             | CU                 | 4                  | 1                  | -           | -           | -           | 33     | 4      |
| 2009-2010       | Benfica         | PL              | 28         | 4          | CP+CdL          | 0+5             | 0+1             | UEL                | 12                 | 1                  | -           | -           | -           | 45     | 6      |
| 2010-2011       | Benfica         | PL              | 23         | 1          | CP+CdL          | 6+2             | 2+0             | UCL+UEL            | 6+8                | 2+1                | SP          | 1           | 0           | 46     | 6      |
| 2011-2012       | Benfica         | PL              | 25         | 1          | CP+CdL          | 2+2             | 0+0             | UCL                | 12                 | 1                  | -           | -           | -           | 41     | 2      |
| 2012-2013       | Benfica         | PL              | 18         | 1          | CP+CdL          | 5+1             | 0+0             | UCL+UEL            | 2+7                | 0                  | -           | -           | -           | 33     | 1      |
| 2013-2014       | Benfica         | PL              | 28         | 1          | CP+CdL          | 5+1             | 1+1             | UCL+UEL            | 6+9                | 1+2                | -           | -           | -           | 49     | 6      |
| 2014-2015       | Benfica         | PL              | 30         | 4          | CP+CdL          | 1+2             | 0+0             | UCL                | 5                  | 0                  | SP          | 1           | 0           | 39     | 4      |
| 2015-2016       | Benfica         | PL              | 9          | 0          | CP+CdL          | 2+2             | 0+0             | UCL                | 4                  | 1                  |             | -           | -           | 17     | 1      |
| 2016-2017       | Benfica         | PL              | 28         | 0          | CP+CdL          | 3+1             | 1+0             | UCL                | 6                  | 0                  | SP          | 1           | 0           | 39     | 1      |
| 2017-2018       | Benfica         | PL              | 16         | 1          | CP+CdL          | 3+0             | 1+0             | UCL                | 4                  | 0                  | SP          | 1           | 0           | 24     | 2      |
| Totale Benfica  | Totale Benfica  | Totale Benfica  | 337        | 26         |                 | 68              | 10              |                    | 127                | 11                 |             | 6           | 0           | 538    | 47     |
| Totale carriera | Totale carriera | Totale carriera | 444        | 35         |                 | 78              | 11              |                    | 142                | 13                 |             | 42          | 3           | 706    | 62     |

### Cronologia presenze e reti in Nazionale
| Cronologia completa delle presenze e delle reti in nazionale ― Brasile | Cronologia completa delle presenze e delle reti in nazionale ― Brasile | Cronologia completa delle presenze e delle reti in nazionale ― Brasile | Cronologia completa delle presenze e delle reti in nazionale ― Brasile | Cronologia completa delle presenze e delle reti in nazionale ― Brasile | Cronologia completa delle presenze e delle reti in nazionale ― Brasile | Cronologia completa delle presenze e delle reti in nazionale ― Brasile | Cronologia completa delle presenze e delle reti in nazionale ― Brasile |
| Data                                                                   | Città                                                                  | In casa                                                                | Risultato                                                              | Ospiti                                                                 | Competizione                                                           | Reti                                                                   | Note                                                                   |
| ---------------------------------------------------------------------- | ---------------------------------------------------------------------- | ---------------------------------------------------------------------- | ---------------------------------------------------------------------- | ---------------------------------------------------------------------- | ---------------------------------------------------------------------- | ---------------------------------------------------------------------- | ---------------------------------------------------------------------- |
| 23-7-2001                                                              | Manizales                                                              | Brasile                                                                | 0 – 2                                                                  | Honduras                                                               | Coppa America 2001 - Quarti di finale                                  | -                                                                      | 46’                                                                    |
| 12-2-2003                                                              | Canton                                                                 | Cina                                                                   | 0 – 0                                                                  | Brasile                                                                | Amichevole                                                             | -                                                                      |                                                                        |
| 29-3-2003                                                              | Porto                                                                  | Portogallo                                                             | 2 – 1                                                                  | Brasile                                                                | Amichevole                                                             | -                                                                      |                                                                        |
| 30-4-2003                                                              | Guadalajara                                                            | Messico                                                                | 0 – 0                                                                  | Brasile                                                                | Amichevole                                                             | -                                                                      | 46’                                                                    |
| 13-7-2003                                                              | Città del Messico                                                      | Messico                                                                | 1 – 0                                                                  | Brasile                                                                | Gold Cup 2003 - 1º turno                                               | -                                                                      |                                                                        |
| 15-7-2003                                                              | Città del Messico                                                      | Honduras                                                               | 1 – 2                                                                  | Brasile                                                                | Gold Cup 2003 - 1º turno                                               | -                                                                      |                                                                        |
| 19-7-2003                                                              | Miami                                                                  | Colombia                                                               | 0 – 2                                                                  | Brasile                                                                | Gold Cup 2003 - Quarti di finale                                       | -                                                                      |                                                                        |
| 23-7-2003                                                              | Miami                                                                  | Stati Uniti                                                            | 1 – 2 gg                                                               | Brasile                                                                | Gold Cup 2003 - Semifinale                                             | -                                                                      |                                                                        |
| 27-7-2003                                                              | Città del Messico                                                      | Brasile                                                                | 0 – 1 gg                                                               | Messico                                                                | Gold Cup 2003 - Finale                                                 | -                                                                      | 76’                                                                    |
| 20-5-2004                                                              | Saint-Denis                                                            | Francia                                                                | 0 – 0                                                                  | Brasile                                                                | Amichevole                                                             | -                                                                      |                                                                        |
| 8-7-2004                                                               | Arequipa                                                               | Brasile                                                                | 1 – 0                                                                  | Cile                                                                   | Coppa America 2004 - 1º turno                                          | -                                                                      |                                                                        |
| 11-7-2004                                                              | Arequipa                                                               | Brasile                                                                | 4 – 1                                                                  | Costa Rica                                                             | Coppa America 2004 - 1º turno                                          | -                                                                      |                                                                        |
| 14-7-2004                                                              | Arequipa                                                               | Paraguay                                                               | 2 – 1                                                                  | Brasile                                                                | Coppa America 2004 - 1º turno                                          | -                                                                      | 16’                                                                    |
| 18-7-2004                                                              | Piura                                                                  | Messico                                                                | 0 – 4                                                                  | Brasile                                                                | Coppa America 2004 - Quarti di finale                                  | -                                                                      |                                                                        |
| 21-7-2004                                                              | Lima                                                                   | Brasile                                                                | 1 – 1 dts (5 – 3 dtr)                                                  | Uruguay                                                                | Coppa America 2004 - Semifinale                                        | -                                                                      |                                                                        |
| 25-7-2004                                                              | Lima                                                                   | Argentina                                                              | 2 – 2 dts (2 – 4 dtr)                                                  | Brasile                                                                | Coppa America 2004 - Finale                                            | 1                                                                      | 58’ 81’                                                                |
| 30-3-2005                                                              | Montevideo                                                             | Uruguay                                                                | 1 – 1                                                                  | Brasile                                                                | Qual. Mondiali 2006                                                    | -                                                                      |                                                                        |
| 17-8-2005                                                              | Spalato                                                                | Croazia                                                                | 1 – 1                                                                  | Brasile                                                                | Amichevole                                                             | -                                                                      | 83’                                                                    |
| 9-10-2005                                                              | La Paz                                                                 | Bolivia                                                                | 1 – 1                                                                  | Brasile                                                                | Qual. Mondiali 2006                                                    | -                                                                      |                                                                        |
| 5-9-2006                                                               | Londra                                                                 | Brasile                                                                | 2 – 0                                                                  | Galles                                                                 | Amichevole                                                             | -                                                                      |                                                                        |
| 15-11-2006                                                             | Basilea                                                                | Svizzera                                                               | 1 – 2                                                                  | Brasile                                                                | Amichevole                                                             | 1                                                                      |                                                                        |
| 6-2-2007                                                               | Londra                                                                 | Brasile                                                                | 0 – 2                                                                  | Portogallo                                                             | Amichevole                                                             | -                                                                      | 46’                                                                    |
| 6-2-2008                                                               | Dublino                                                                | Irlanda                                                                | 0 – 1                                                                  | Brasile                                                                | Amichevole                                                             | -                                                                      |                                                                        |
| 31-5-2008                                                              | Seattle                                                                | Canada                                                                 | 2 – 3                                                                  | Brasile                                                                | Amichevole                                                             | -                                                                      | 65’                                                                    |
| 6-6-2008                                                               | Boston                                                                 | Brasile                                                                | 0 – 2                                                                  | Venezuela                                                              | Amichevole                                                             | -                                                                      |                                                                        |
| 7-9-2008                                                               | Santiago del Cile                                                      | Cile                                                                   | 0 – 3                                                                  | Brasile                                                                | Qual. Mondiali 2010                                                    | -                                                                      | 59’                                                                    |
| 10-9-2008                                                              | Rio de Janeiro                                                         | Brasile                                                                | 0 – 0                                                                  | Bolivia                                                                | Qual. Mondiali 2010                                                    | -                                                                      | 83’                                                                    |
| 19-11-2008                                                             | Gama                                                                   | Brasile                                                                | 6 – 2                                                                  | Portogallo                                                             | Amichevole                                                             | -                                                                      |                                                                        |
| 28-3-2009                                                              | Quito                                                                  | Ecuador                                                                | 1 – 1                                                                  | Brasile                                                                | Qual. Mondiali 2010                                                    | -                                                                      |                                                                        |
| 2-4-2009                                                               | Porto Alegre                                                           | Brasile                                                                | 3 – 0                                                                  | Perù                                                                   | Qual. Mondiali 2010                                                    | -                                                                      | 12’                                                                    |
| 18-6-2009                                                              | Pretoria                                                               | Stati Uniti                                                            | 0 – 3                                                                  | Brasile                                                                | Conf. Cup 2009 - 1º turno                                              | -                                                                      | 70’                                                                    |
| 21-6-2009                                                              | Pretoria                                                               | Italia                                                                 | 0 – 3                                                                  | Brasile                                                                | Conf. Cup 2009 - 1º turno                                              | -                                                                      | 24’                                                                    |
| 25-6-2009                                                              | Johannesburg                                                           | Brasile                                                                | 1 – 0                                                                  | Sudafrica                                                              | Conf. Cup 2009 - Semifinale                                            | -                                                                      |                                                                        |
| 28-6-2009                                                              | Johannesburg                                                           | Stati Uniti                                                            | 2 – 3                                                                  | Brasile                                                                | Conf. Cup 2009 - Finale                                                | -                                                                      |                                                                        |
| 12-8-2009                                                              | Tallinn                                                                | Estonia                                                                | 0 – 1                                                                  | Brasile                                                                | Amichevole                                                             | -                                                                      | 73’                                                                    |
| 5-9-2009                                                               | Rosario                                                                | Argentina                                                              | 1 – 3                                                                  | Brasile                                                                | Qual. Mondiali 2010                                                    | 1                                                                      | 33’                                                                    |
| 9-9-2009                                                               | Salvador                                                               | Brasile                                                                | 4 – 2                                                                  | Cile                                                                   | Qual. Mondiali 2010                                                    | -                                                                      |                                                                        |
| 11-10-2009                                                             | La Paz                                                                 | Bolivia                                                                | 2 – 1                                                                  | Brasile                                                                | Qual. Mondiali 2010                                                    | -                                                                      |                                                                        |
| 14-10-2009                                                             | Campo Grande                                                           | Brasile                                                                | 0 – 0                                                                  | Venezuela                                                              | Qual. Mondiali 2010                                                    | -                                                                      | 72’                                                                    |
| 2-3-2010                                                               | Londra                                                                 | Irlanda                                                                | 0 – 2                                                                  | Brasile                                                                | Amichevole                                                             | -                                                                      | 82’                                                                    |
| 2-6-2010                                                               | Harare                                                                 | Zimbabwe                                                               | 0 – 3                                                                  | Brasile                                                                | Amichevole                                                             | -                                                                      | 46’                                                                    |
| 7-6-2010                                                               | Dar es Salaam                                                          | Tanzania                                                               | 1 – 5                                                                  | Brasile                                                                | Amichevole                                                             | -                                                                      | 46’                                                                    |
| 7-6-2011                                                               | San Paolo                                                              | Brasile                                                                | 1 – 0                                                                  | Romania                                                                | Amichevole                                                             | -                                                                      | 70’                                                                    |
| 10-11-2011                                                             | Libreville                                                             | Gabon                                                                  | 0 – 2                                                                  | Brasile                                                                | Amichevole                                                             | -                                                                      |                                                                        |
| Totale                                                                 |                                                                        | Presenze                                                               | 44                                                                     |                                                                        | Reti                                                                   | 3                                                                      |                                                                        |

## Palmarès

### Club

#### Competizioni statali
- Copa Sul-Minas: 1

Cruzeiro: 2002
- Campionato Mineiro: 2

Cruzeiro: Supercampionato 2002, 2003

#### Competizioni nazionali
- Coppa del Brasile: 1

Cruzeiro: 2003
- Campionato brasiliano: 1

Cruzeiro: 2003
- Coppa del Portogallo: 2

Benfica: 2003-2004, 2013-2014
- Campionato portoghese: 6

Benfica: 2004-2005, 2009-2010, 2013-2014, 2014-2015, 2015-2016, 2016-2017
- Coppa di Lega portoghese: 6

Benfica: 2008-2009, 2009-2010, 2010-2011, 2011-2012, 2013-2014, 2014-2015
- Supercoppa di Portogallo: 4

Benfica: 2005, 2014, 2016, 2017

### Nazionale
- Coppa America: 1

2004
- Confederations Cup: 2

2005, 2009